# Compañía de Trabajadores Extranjeros
Las Compañías de Trabajadores Extranjeros (en francés: Compagnie de travailleurs étrangers, CTE) fueron constituidas el 12 de abril de 1939 en Francia por el gobierno de Édouard Daladier ante la eventual Segunda Guerra Mundial. 

## Historia
Las CTE se crearon el 12 de abril de 1939 del gobierno de Daladier, como parte de las medidas que regulaban las leyes de contratación y la ley sobre organización de la nación en tiempos de guerra.
En un inicio 20 000 antiguos milicianos republicanos españoles, que estaban en Francia tras La retirada, se acogieron voluntariamente. Al estallar la Segunda Guerra Mundial las autoridades francesas ofrecieron a los internados de los campos de internamiento regresar a la España franquista, alistarse en la Legión Extranjera o incorporarse a las CTE. Ante la alternativa, 55 000 exiliados se integraron de forma más o menos voluntaria. Los primeros contingentes de las CTE destinados por el ejército francés a los trabajos en la retaguardia, entre otros el reforzamiento de la Línea Maginot y de la frontera italiana. A finales de 1939 llegaron a existir hasta 180 CTE distribuidas por todo el territorio francés.
Con el armisticio y la desmovilización, la Francia de Vichy convirtió a las CTE en los Grupos de Trabajadores Extranjeros (GTE) el 27 de septiembre de 1940, en la que los trabajadores eran obligados a ser mano de obra en obras estructurales. Sin embargo, un cierto número de trabajadores extranjeros se unirán a la resistencia francesa.

## Estructura
Las Compañías de Trabajadores Extranjeros estaban bajo la autoridad del Ministerio de la Guerra, porque eran formaciones del ejército francés desarmadas, destinadas a realizar trabajos o de interés general o estratégicos en zonas fronterizas o en campamentos militares.
El decreto proponía prestaciones en forma de trabajo a los extranjeros beneficiarios de asilo de edades entre 20 y 48 años (en lugar del servicio militar obligatorio de los franceses). Tenía la misma duración y estaban compuestas por 250 hombres (10 oficiales, 230 trabajadores y otros 10 empleados), dirigidas por un oficial francés.